# South Wraxall
South Wraxall – wieś i civil parish w Anglii, w hrabstwie Wiltshire. W 2011 roku civil parish liczyła 438 mieszkańców.